# Arnozela
Arnozela ist ein Ort und eine ehemalige Gemeinde (Freguesia) im Norden Portugals.
Arnozela gehört zum Kreis Fafe im Distrikt Braga. Die Gemeinde hatte eine Fläche von 3,7 km² und 265 Einwohner (Stand 30. Juni 2011).
Am 29. September 2013 wurden die Gemeinden Arnozela, Seidões und Ardegão zur neuen Gemeinde União das Freguesias de Ardegão, Arnozela e Seidões zusammengeschlossen.